# British Empire Range
British Empire Range je pohoří na Ellesmerově ostrově, v teritoriu Nunavut, na severu Kanady.
Jde o jedno z nejseverněji položených horských pásem na světě. Nejvyšší horou pohoří je Barbeau Peak (2 616 m)
následován Mount Whislerem ( 2 500 m).